# 尼康D100
尼康D100是尼康推出的一款600万像素的数码单镜反光相机，主要针对专业人士和进阶的摄影爱好者，于2002年2月21日发布，是针对佳能 EOS D60的直接竞争者。这款相机的机身在美国售价为1,999美元，是佳能 EOS D60之后第一款达到600万像素并突破2000美元价格屏障的机型。